# 89-93 (Сквоты)
89-93 (Сквоты) — спектакль, поставленный в 2011 году в московском Театре.doc режиссёром Русланом Маликовым по инициативе и при активном содействии Всеволода Лисовского.

## О спектакле
Автор — Нана Гринштейн.

Режиссёр — Руслан Маликов.

Инициаторы проекта — Всеволод Лисовский, Юлия Овчинникова, Иван Лебедев.

Стихи — Андрей Родионов.

Роли исполняют — Ирина Вилкова, Дмитрий Волкострелов, Алексей Ильин, Григорий Калинин, Анна Котова, Александр Никитин, Александра Ребенок, Андрей Цисарук.

Художник-постановщик — Ольга Осипова

Художник по костюмам — Александр Петлюра

Видео — Иван Лебедев

В тексте пьесы было использовано одно из стихотворений поэта Александра Брунько.
Премьера спектакля «89-93 (Сквоты)» состоялась в мае 2011 года в московском Театре.doc.
14 июня 2022 года на площадке «DOC на острове» состоялся вечер «СКВОТЫ: двенадцать лет спустя», на котором были продемонстрированы записи документального спектакля Всеволода Лисовского «89-93 (Сквоты)» и фильм Натальи Мещаниновой «Псевдёж и симулякры».

## История создания спектакля
Спектакль «89-93 (Сквоты)» оказался первым театральным опытом Всеволода Лисовского. Позднее он вспоминал: «Мы с моим другом Иваном Лебедевым, режиссёром монтажа, много тогда говорили о девяностых и о том, как нам их не хватает, — старпёрские такие разговоры: неприятие настоящего, которое нас не устраивало, и поиск точки опоры в прошлом. Потом Ваня встретился с Леной Греминой — и она предложила нам что-то сделать в «Театре.doc». Так родился проект «Сквоты», который мы благополучно закрыли после шести показов — сказалась некоторая ложность изначального посыла: нельзя было сводить свои счёты со временем художественными средствами. Хороший был спектакль, но лживый».

## Цитаты
- «Создатели спектакля в процессе подготовки так его изменили, что сами не поняли, что же они такое сотворили. Энергетическая смесь разных форматов и приёмов — от реальных интервью и читок с листа до выворачивающих душу исповедальных сцен — на наших глазах рождает новый театральный жанр, новую зрелищную форму. Как назвать? Хеппенинг? Перформанс? Зрители с самого начала — не просто зрители, а соучастники, попавшие в сквот в Трёхпрудном переулке (собственно, один из популярных московских сквотов там и находился). Мы сидим вдоль обшарпанных стен кто на чём: на книжных полках по 17 рублей, на пыльном треснутом унитазе, на сумке с книжками. Артисты обращаются с нами, как с соседями и товарищами, и мы не чувствуем неловкости от случайного соприкосновения с придуманным, отрежиссированным миром. Нам в нём хорошо»[4] — Ксения Ларина, 2011.
- «Сначала была мысль сделать спектакль о конце 80-х – начале 90-х. Было ощущение, что эта эпоха, когда «свобода» уже появилась, а «рынок» даже не думал начинаться, изучена значительно хуже, чем «зрелые» 90-е с их «стрелками», «трипами» и малиновыми пиджаками. Решили локализовать действие так называемым «художественным сквотом». Это когда в выселенную квартиру или дом вселяются художники, музыканты и другие работники искусств. Такие образования бурно расцвели как раз в описываемую эпоху. Тогда именно они были средоточием «культурной жизни». Затем несколько месяцев брали интервью у бывших обитателей этих самых сквотов. Из полученных текстов сделали пьесу, начали репетировать. Водили актеров знакомиться с прототипами. Промежуточный результат показали бывшим жильцам и завсегдатаям Петровского, Фурманного, Чистопрудного, Трехпрудного и других сквотов. Реакция была резко отрицательной. Подумали, что с этим делать. Ввели претензии прототипов в тело пьесы. Тут выяснилось, что и у актеров накопилось немало негатива относительно своих героев. И эту позицию мы тоже отразили в спектакле. Возможно, после премьеры трансформации спектакля закончатся. Хочется надеяться».[5] — Всеволод Лисовский, 2011
- Это был не спектакль, а хэппенинг, сказал однажды Сева, объясняя, почему настоял на том, чтобы его закрыть. В статье на википедии размещена другая версия объяснения Севы. Но про хэппенинг мне нравится больше. Спектакль шел раз восемь, весной и последний – в конце лета, и что-то кончилось. Мне жаль было, но онанировать было точно больше нельзя. Нечестно уже становилось и подстилать газетку кокетливо, и водку наливать в который раз.[6] — Нана Гринштейн, 2020
- Когда спектакль закрыли, на прощанье мы решили сделать перформанс под названием, кажется, «Все, что нам дорого», и замуровать в бетонный куб десять бутылок водки. Так и сделали, куб должен был высохнуть и стоять вечно у входа в театр на Трехпрудном, но на следующий же день после перформанса обнаружилось, что куб с водкой украли. Наверняка это были рабочие, которые помогали с бетонированием, помню их лица в тот момент – это было гораздо интереснее перформанса, честно. Настоящий док.[6] — Нана Гринштейн, 2020